# Magyarországi Szabadkeresztyén Gyülekezet
A Magyarországi Szabadkeresztyén Gyülekezet gyökerei, két, egymástól függetlenül megalakuló közösségre vezethetőek vissza. Az 1920-as években a Debrecen környéki falvakban Dr. Varjas János és Sándor János missziós munkáját komoly szellemi ébredés követte. Az alakulóban lévő gyülekezet a kezdeti időszakban komoly üldöztetéseket szenvedett az akkori államhatalom részéről. Az üldözött közösséget Dr. Kiss Ferenc orvosprofesszor karolta fel, a gyülekezet, akkoriban, a Keresztyén Testvér-Gyülekezet szellemiségében munkálkodott.  Később, a II. világháború idején létrejött Budapesten egy önálló kis közösség a Dr. Mézes Zsigmond vezette hívő orvoskörből, melyet hivatalosan be is jegyeztek a szabadegyházak közé. Ez a két közösség 1966-ban egyesült. Az országos elnök Marozsán János lett, aki 1989-ig töltötte be ezt a tisztséget. A hetvenes évek elején Kopasz Jenő szolgálatán keresztül a szatmári falvakban, elsősorban Uszkában, ahol jelentős ébredés kezdődött a cigány testvérek között. A debreceni gyülekezet meghívására Kopasz Jenő, 1974-ben, ellátogatott Debrecenbe. Szolgálatát az egész közösséget érintő megújulás követte.  Isten Szelleme kiáradását követően a közösség megismerkedett a Szent Szellem ajándékaival, és a karizmatikus mozgalom része lett.
1989-ben az elnöki tisztségben Marozsán Jánost Dr. Mézes László követte, aki 2012-ig vezette a Szabadkeresztyén Gyülekezetet. Az egyház életében komoly előrelépést jelentett, hogy 1994-ben megalakult a saját Bibliaiskolája a Búzamag Bibliaiskola.
A debreceni közösség a kilencvenes években komoly nehézségeken ment keresztül, aminek Lakatos Péter Budapestről való meghívása (1997) vetett véget. Lakatos Péter vezetésével 2000-ben megalakult egy felekezetközi Nyári Dicsőítő Iskola, amely mára az egyik legjelentősebb evangéliumi-dicsőítő mozgalommá fejlődött. Az évek folyamán ez egész országban alakultak szabadkeresztyén közösségek, elsősorban az ország keleti felében.
A Szabadkeresztyén Gyülekezet Magyarországon született, ezért a gyülekezetre alakulásától kezdve jellemző volt, hogy nem rendelkezett szoros külföldi kapcsolatokkal. Ebben a helyzetben 2007-ben történt komoly változás, amikor a magyarországi közösség felvette a kapcsolatot a Nemzetközi Pünkösdi Szentség Egyházzal (IPHC), vele együttműködési megállapodást kötött.
2012-ben jogi szempontból változott a közösség élete. Az akkori egyházügyi törvény következtében a közösség egyesületi formában működött tovább 2020-ig, amikor is visszakapta egyházi státuszát. A köztes időben a Magyar Pünkösdi Egyház ernyője biztosította az egyházi működés folyamatosságát.
Az egyház vezetésében is változás állt be 2012-ben, amikor Dr. Lakatos Péter követtel Mézes Lászlót az elnöki székben, immár „Püspök” elnevezéssel.
Ennek vonzataként az egyházi székhely is Debrecenbe került Budapestről.

## Alapítványok
A közösség több alapítványt is támogat. Ezek a következőek: 
Dünamisz Alapítvány, „Zúgó Szél” Alapítvány, Grace Ministries alapítvány.